# Ian Wilson (Schriftsteller)
Ian Wilson (* 1941 in Clapham (London)) ist ein englischer Historiker und Autor von Büchern mit religiösen und wissenschaftlichen Themen, die in seinen Büchern oft miteinander verknüpft werden.
Wilson studierte Neuzeitliche Geschichte am Magdalen College der Universität Oxford, das er dort 1963 abschloss. Gleichzeitig studierte er Kunst an der Ruskin School of Art der Universität Oxford. Er forscht seit den 1970er Jahren über die Geschichte des Turiner Grabtuchs und hat darüber mehrere Bücher veröffentlicht, in denen er die These vertritt, dass das Turiner Grabtuch identisch mit dem Bild von Edessa ist, das zwischen 544 und 1204 in Edessa und Konstantinopel bezeugt ist.
Er wohnte 26 Jahre lang in Bristol (England), lebt jetzt aber mit seiner Frau Melanie und seinen Kindern Katherine, Lydie und Morgan in Brisbane (Australien). Er konvertierte 1972 vom anglikanischen zum römisch-katholischen Glauben.

## Werke
- The Turin Shroud: The Burial Cloth of Jesus Christ?. 1979, ISBN 0-385-15042-3.
- Mind out of time?: Reincarnation claims investigated. 1981, ISBN 0-575-02968-4.(Nachdruck 1982 unter dem Titel All In The Mind)
- Jesus: The Evidence. 1984.
- The Exodus Enigma. 1985.
- The Evidence of the Shroud. 1986.
- Worlds Beyond: From the files of the Society for Psychical Research. 1986, ISBN 0-297-78604-0.
- Undiscovered: The Fascinating World of Undiscovered Places, Graves, Wrecks and Treasure. 1987, ISBN 0-688-07278-X.
- The Bleeding Mind: An investigation into the Mysterious Phenomenon of Stigmata. 1988, ISBN 0-297-79099-4.
- The After Death Experience: The Physics of the Non-Physical. 1989, ISBN 0-688-08000-6.
- Stigmata: An Investigation into the Mysterious Appearance of Christ's Wounds in Hundreds of People from Medieval Italy to Modern America. 1989, ISBN 0-06-250974-8.
- Superself: The Hidden Powers Within Us. 1989, ISBN 0-283-99656-0.
- Holy Faces, Secret Places: An Amazing Quest for the Face of Jesus. 1991, ISBN 0-385-26105-5.
- The Columbus Myth: Did men of Bristol reach America before Columbus?. 1992, ISBN 0-671-71167-9.
- Shakespeare: The Evidence: Unlocking the Mysteries of the Man and His Work. 1994, ISBN 0-312-11335-8.
- In Search of Ghosts. 1996, ISBN 0-7472-4707-2.
- The Blood and the Shroud: New Evidence That the World's Most Sacred Relic Is Real. 1998, ISBN 0-684-85529-1; deutsch: Das Turiner Grabtuch. Die Wahrheit. München 1999, ISBN 3-442-15010-8.
- Jesus: The Evidence. 2000, ISBN 0-89526-239-8.
- The Bible is History. 2000, ISBN 0-89526-250-9.
- The Turin Shroud: Unshrouding the Mystery. 2000, ISBN 1-85479-501-5.
- Life after Death: The Evidence. 2001.
- Past Lives: Unlocking the Secrets of Our Ancestors. 2001, ISBN 0-304-35474-0.
- Before the Flood: The Biblical Flood as a Real Event and How it Changed the Course of Civilisation. 2001.
- John Cabot and the Matthew. 2003.
- Nostradamus: The Man Behind the Prophecies. 2003, ISBN 0-312-31790-5.
- Murder at Golgotha: A Scientific Investigation Into the Last Days of Jesus's Life, His Death, and His Resurrection. Griffin, U.S. 2007, ISBN 0-312-36662-0.
- The Shroud. Bantam Press, London 2010, ISBN 978-0-593-06359-0.